# Adam Beyer
Adam Beyer (Estocolm, 15 de maig de 1976) és un productor i DJ de techno suec. És el fundador de Drumcode Records, i és un dels diversos músics de techno suecs que van sorgir a mitjans de la dècada del 1990, juntament amb Cari Lekebusch i Jesper Dahlbäck. Beyer està casat amb la DJ sueca Ida Engberg, amb qui té tres filles. També presenta un programa de ràdio setmanal anomenat Drumcode Live que té una audiència d'11 milions d'oients, fet que el converteix en l'emissió setmanal de techno més escoltada del món.

## Discografia
Com a artista, Beyer ha publicat quatre àlbums i diversos EP, alhora que treballa com a productor i músic de remescles.

### Àlbums d'estudi
- Decoded (1996)
- Recoded (1997)
- Protechtion (1999)
- Ignition Key (2002)
- Selected Works (1996-2000)

### EP, remescles i senzills
- Fabric 22 (2005)
- Fuse Presents Adam Beyer (2008)
- "London", (2009)
- "No Rain" (2011)
- "Flap" (2012)
- "Eye Contact" (2012)
- "Unanswered Question" (amb Ida Engberg, 2013)
- "Teach Me" (2014)
- "Capsule" (amb Pig&Dan, 2017)
- "Space Date" (amb Layton Giordani & Green Velvet, 2018)
- "Your Mind" (amb Bart Skils, 2018)
- "Data Point" (amb Green Velvet & Layton Giordani, 2019)